# Bret Amsterdam
BRET Amsterdam is een horecagelegenheid in Amsterdam, bestaande uit een bar, restaurant en nachtclub. De locatie bevindt zich bij station Amsterdam Sloterdijk en staat bekend om zijn rode, industriële uiterlijk opgebouwd uit zeecontainers. BRET opende zijn deuren in 2015.

## Geschiedenis
BRET is ontstaan als onderdeel van de herontwikkeling van de omgeving rond station Sloterdijk. De initiatiefnemers wilden een creatieve ontmoetingsplek creëren met een nadruk op duurzaamheid en lokale cultuur. Sinds de oprichting organiseert BRET culturele evenementen, met een focus op elektronische muziek.

## 24-uursvergunning
In 2020 kreeg BRET van de gemeente Amsterdam een 24-uursvergunning, waarmee het een van de zes horecagelegenheden in de stad werd die dag en nacht open mogen zijn. De vergunning maakt het mogelijk om culturele programmering en clubnachten te organiseren zonder restricties op sluitingstijd.

## Programmering
BRET werkt regelmatig samen met lokale en internationale muziekcollectieven. Een van de bekendste samenwerkingen is met het Amsterdamse collectief SlapFunk Records, dat bekend staat om zijn minimale house- en technofeesten. Tijdens evenementen als het Amsterdam Dance Event (ADE) organiseert SlapFunk clubnachten in BRET.

## Architectuur en concept
Het gebouw is ontworpen met circulaire principes in gedachten. De gebruikte materialen, zoals hergebruikte zeecontainers en hout, weerspiegelen BRET’s focus op duurzaamheid. Naast de binnenruimte beschikt het pand over een terras en een daktuin.

## Bereikbaarheid
BRET is gelegen aan het Orlyplein, direct naast station Amsterdam Sloterdijk, en is goed bereikbaar met openbaar vervoer.